# 엘킨 소토
엘킨 소토 하라미요(Elkin Soto Jaramillo, 1980년 8월 4일, 마니살레스 ~)는 콜롬비아의 전 축구 선수로, 과거 미드필더로 활약했다.
그는 2004년 코파 리베르타도레스 결승에서 온세 칼다스의 선수로 출전하여 보카 주니어스와의 경기에서 역사적인 승리를 거둔 주역 중 한명이다. 그는 또한 콜롬비아 국가대표의 주전 선수로, 주로 레프트 윙을 맡는다. 그는 다수의 결승골을 득점한 것과, 필드에서의 지도력으로 알려져 있다. 그는 2006년 FIFA 월드컵 남아메리카 지역 예선 마지막 5경기에 출전하였고, 페루, 에콰도르, 그리고 우루과이와의 경기에서 득점을 기록하였다. 그는 또한 다수의 친선경기에서 득점을 기록하였다.
그는 현재 분데스리가의 1. FSV 마인츠 05의 선수로, 2006년 여름에 에콰도르 챔피언쉽의 바르셀로나 SC에서 자유 이적하였다. 이는 그가 전 소속팀 온세 칼다스가 그때까지도 소유하고 있었다고 주장하였지만 소토 자신은 자유 계약 신분이라고 하였기 때문에 논란이 있다. 불행하게도, 이 사건은 소토가 콜롬비아 국가대표팀에서 문제가 해결되기 전까지 차출되지 못하게 되는 계기가 되었다. 그는 결국 3월에 에콰도르와의 친선전에서 복귀하였다.

## 수상
- 콜롬비아 리그
  - 우승: 2003
- 코파 리베르타도레스
  - 우승: 2004